# Psychristus
Psychristus is een geslacht van kevers uit de familie van de loopkevers (Carabidae). De wetenschappelijke naam van het geslacht is voor het eerst geldig gepubliceerd in 1930 door Andrewes.

## Soorten
Het geslacht Psychristus omvat de volgende soorten:
- Psychristus accessor Wrase, 1997
- Psychristus amicorum Jaeger, 1997
- Psychristus andrewesi Jaeger, 1997
- Psychristus belkab Wrase & Kataev, 2009
- Psychristus brunneus Jaeger, 2009
- Psychristus consimilis Jaeger, 1997
- Psychristus cooteri Wrase & Kataev, 2009
- Psychristus curvus Wrase, 1997
- Psychristus dentatus Jaeger, 2009
- Psychristus discretus Andrewes, 1930
- Psychristus glaber Jaeger & Wrase, 2007
- Psychristus hubeicus Wrase & Kataev, 2009
- Psychristus lewisi (Schauberger, 1933)
- Psychristus liparops Andrewes, 1930
- Psychristus longyangensis Wrase & Kataev, 2009
- Psychristus magnus Wrase & Kataev, 2009
- Psychristus schmidti Jaeger & Wrase, 2007
- Psychristus schuekei Wrase & Kataev, 2009
- Psychristus shibatai (N.Ito, 1985)
- Psychristus sichuanensis Wrase & Jaeger, 1995
- Psychristus umbraticornis Jaeger & Wrase, 2007